# Coya
Coya - tytuł królowej Inków.
Coya była główną żoną Inki, była uważna za córkę Księżyca, a jej pozycja była bardzo wysoka. Inka musiał się ożenić jeśli chciał zachować tron - nigdy nie pozostawał w stanie wolnym.   
Oprócz coyi, władca miał inne, pomniejsze żony. Ich dzieci mogły dziedziczyć, pod warunkiem jednak, że coya nie miała potomków. 

## Czasy legendarne
Według jednej z legend w Cuzco objęła rządy królowa Mama Huaco, która przyjęła tytuł "coya". Władała samodzielnie, do czasu narodzin nieślubnego syna, którego ogłosiła potomkiem Słońca i wydała się za niego za mąż. Dzieckiem tym był pierwszy Inka - Manco Capac. Odtąd Inka i coya rządzili wspólnie.
Według innych legend Mama Huaco była w rzeczywistości tylko siostrą pierwszej pary królewskiej - Mamy Ocllo i Manco Capaca. Niektórzy utożsamiają ją z Mamą Ocllo.

## Okres imperialny i konkwista
Prawdopodobnie Inkowie pojmowali za żony kuzynki lub siostry dla wzmocnienia swej władzy. Za czasów Topy Inki wprowadzono całkowity przymus ślubów władcy z siostrami. Prawdopodobnie system dziedziczenia tronu był matrylinearny: dziedziczył syn królowej (cesarzowej), a zarazem siostrzeniec władcy.   
Coya miała ogromną władzę. Nie prowadziła podbojów, ale pełniła często rolę mediatora z podbitymi ludami. (Tak robiła np. Mama Ocllo II za czasów Topy Inki.) Gdy Inka umierał i wybierano jego następcę, rozgrywki w imieniu kandydatów prowadziły ich matki. Zazwyczaj władcą zostawał syn coyi, ale zdarzały się wyjątki. 
Pozycja coyi nie uległa zmianie w czasie konkwist, np. żona Manco Inki bezkarnie sprzeciwiła się mężowi i nie opuściła miejsca swego pobytu, wbrew jego rozkazom.